# Anabarilius polylepis
Espèce
Statut de conservation UICN

 EN B1ab(ii,iii,v)+2ab(ii,iii,v) : En danger
Anabarilius polylepis est une espèce de poissons d'eau douce de la famille des Cyprinidés qui ne vit qu’en Chine. Il est considéré comme une espèce menacée.